# Лапушкин, Филипп Семёнович
Филипп Семёнович Лапушкин (1925—1993) — полковник Советской Армии, участник Великой Отечественной войны, Герой Советского Союза (1944).

## Биография
Филипп Лапушкин родился 17 октября 1925 года в деревне Слободищи (ныне — Орехово-Зуевский район Московской области). После окончания неполной средней школы работал трактористом в машинно-тракторной станции. В январе 1943 года Лапушкин был призван на службу в Рабоче-крестьянскую Красную Армию. С того же года — на фронтах Великой Отечественной войны.
К сентябрю 1943 года гвардии сержант Филипп Лапушкин командовал отделением 239-го гвардейского стрелкового полка 76-й гвардейской стрелковой дивизии 61-й армии Центрального фронта. Отличился во время битвы за Днепр. В ночь с 27 на 28 сентября 1943 года отделение Лапушкина переправилось через Днепр в районе села Мысы Репкинского района Черниговской области Украинской ССР и захватило вражеские траншеи на его западном берегу, после чего удерживало позиции до переправы основных сил.
Указом Президиума Верховного Совета СССР «О присвоении звания Героя Советского Союза генералам, офицерскому, сержантскому и рядовому составу Красной Армии» от 15 января 1944 года за «образцовое выполнение боевых заданий командования по форсированию реки Днепр и проявленные при этом мужество и героизм» гвардии сержант Филипп Лапушкин был удостоен высокого звания Героя Советского Союза с вручением ордена Ленина и медали «Золотая Звезда».
Был также награждён орденом Отечественной войны 1-й степени и рядом медалей.
После окончания войны Лапушкин продолжил службу в Советской Армии. В 1945 году он окончил курсы младших лейтенантов, в 1949 году — курсы усовершенствования офицерского состава. В 1979 году в звании полковника Лапушкин был уволен в запас. Проживал и работал в городе Куровское Московской области. Скончался в 1993 году.